# Vinko Tadić
Vinko Tadić (Požega, 9. prosinca 1983.), hrvatski povjesničar, publicist, polemičar, urednik, javna osoba i društveni radnik.

### Biografija
Vinko Tadić rođen je 9. prosinca 1983. godine u Požegi gdje je završio osnovnu školu i gimnaziju. Povijest i arheologiju diplomirao je na Sveučilištu u Zadru. Po struci je profesor povijesti i diplomirani arheolog. Upisuje se na poslijediplomski doktorski studij „Moderna i suvremena hrvatska povijest u europskom i svjetskom kontekstu“ na Filozofskom fakultetu Sveučilišta u Zagrebu.

### Znanstveni i publicistički rad
Autor je tri knjige: Pukovnik s violinom. Svijet Miodraga Bjelića (1920. - 2017.), Sat povijesti i čas (h)istorije i Dijalog u šumskoj dvorani - tragovima paroha požeških. Urednik je osam znanstvenih, umjetničkih i popularnih knjiga (veljača 2022.). Također je urednik Biblioteke Fragmenti prošlosti Povijesnog društva Požega. Bio je urednik stručnoga časopisa Historia Possegana – novae themae Povijesnoga društva Požega.  
Njegovi znanstveni i stručni radovi te osvrti, prikazi i recenzije objavljeni su u raznim časopisima (Časopis za suvremenu povijest, Ekonomska i ekohistorija, Historia Possegana – novae themae, Historijski zbornik, Radovi Zavoda za hrvatsku povijest, Radovi Zavoda za znanstveni i umjetnički rad u Požegi, Scrinia Slavonica, Zbornik Janković itd.) i knjigama (Čitanje Arkadije. Prijateljski simposion ili razgovori o romanu Povratak u Arkadiju Slavice Garonje, Parusija, glasovi ispod paprati - latinično izdanje, književnice i znanstvenice Slavice Garonje) u Hrvatskoj i inozemstvu. Napisao je niz predgovora.    
Interesi su mu lokalna i nacionalna povijest XX. stoljeća, povijesne biografije, suvremena crkvena povijest, hrvatsko-srpski odnosi u XX. stoljeću, metodologija povijesne znanosti i metodika nastave povijesti.

### Mediji i aktivizam
Vinko Tadić istaknuo se u raspravama protiv povijesnog revizionizma u funkciji ideoloških sukoba. Sudionik je polemika o temama suvremene povijesti u lokalnim medijima poput Požeškoga pučkog kalendara, 034portala, Kronike požeško-slavonske. U lokalnoj sredini ima vodeću ulogu u radu na suočavanju s prošlošću i prevladavanju sukoba. Povremeno objavljuje u Novostima.
Predaje povijest u Osnovnoj školi "Dobriša Cesarić" u Požegi i predsjednik je Povijesnog društva Požega. Kao predsjednik Povijesnoga društva Požega imao je istaknutu ulogu u organiziranju mnogih manifestacija i projekata: Zimske škole arheologije za učenike, Festivala znanosti u Požegi, Kliofesta, Ljetne škole povijesti za učenike. Bio je voditelj kružoka Povijesnoga društva Požega s temama: „Intelektualna povijest“, „Kultura sjećanja i Prvi svjetski rat“ te „Ekohistorija“. Član je Matice hrvatske. Održavao je izlaganja na stručnim i znanstvenim skupovima. Sudjelovao je u radu okruglih stolova i javnih rasprava. Organizirao je i moderirao brojna predstavljanja knjiga i predavanja. Surađuje s hrvatskim i stranim znanstvenicima.  

### Privatni život
Vinko Tadić živi u Požegi. Obitelj mu je, po očevoj liniji, iz Staroga Grada na otoku Hvaru.